# کامیلا هورن
کامیلا هورن (آلمانی: Camilla Horn; ۲۵ آوریل ۱۹۰۳ – ۱۴ اوت ۱۹۹۶) هنرپیشه اهل آلمان بود.
از فیلم‌ها یا برنامه‌های تلویزیونی که وی در آن نقش داشته‌است می‌توان به طوفان، تارتوف، فاوست، و ملکه آرنا اشاره کرد.